# Jamie Miller
Jamie Miller, född 9 september 1997 i Cardiff, är en walesisk sångare och musiker, som för tillfället (juli 2024) är baserad i Los Angeles. Han deltog under våren 2017 i den brittiska versionen av TV-programmet The Voice, där han slutade på en tredjeplats. År 2020 skrev han kontrakt med den amerikanska musikjätten Atlantic Records, för att sedan släppa sin debut-EP Broken Memories, i april 2022. Han har för närvarande (juli 2024) även ett skivkontrakt tillsammans med det tyska musikföretaget BMG, där han håller på och arbetar med sitt kommande debutalbum.
Jamie Miller identifierar sig själv som bisexuell. Han kom ut med detta avslöjande, i samband med att han lade ut en video på sitt TikTokkonto, i mars 2021.